# 熊本市警察部
熊本市警察部（くまもとしけいさつぶ）は、熊本県警察が警察法第52条に基づき熊本市に設置している部門（市警察部）。同条では「指定市の区域内における道府県警察本部の事務を分掌させるため、当該指定市の区域に市警察部を置く。」と定められており、政令指定都市である熊本市に設置されている。ただし、同市に熊本県警察本部があり、同本部警務部長が熊本市警察部長を兼務しており、庶務課が設置されている。